# Siegfried Fussenegger
Siegfried Fussenegger (* 10. Februar 1894 in Wien; † 31. August 1966 in Dornbirn) war ein österreichischer Textilfabrikant, Fossiliensammler und Museumsgründer.

## Leben
Siegfried Fussenegger stammte aus einer Textilunternehmerfamilie. Nach der Matura 1912 in Dornbirn besuchte er die Textilfachschule in Como. 1914 bis 1918 nahm er als Artillerieoffizier am Ersten Weltkrieg teil. Während seines Einsatzes in den Dolomiten lernte er den Geologen Raimund von Klebelsberg kennen. Nach dem Krieg trat er in die väterliche Textilfirma I. G. Ulmer ein. Neben seiner beruflichen Tätigkeit widmete er seine Freizeit dem Sammeln von Fossilien und dem Malen großformatiger Landschaftspanoramen.
Nachdem die Firma I. G. Ulmer Anfang der 1930er Jahre aus wirtschaftlichen Gründen ihren Betrieb eingestellt hatte, gab er 1934 seinen Beruf auf. Zum 1. März 1933 trat er der NSDAP bei (Mitgliedsnummer 1.519.845). 1937 wurde er Direktor des Vorarlberger Landesmuseums und blieb es bis 1943. Als nach dem „Anschluss“ im März 1938 Landesarchivar Viktor Kleiner als Vorstand des Museumsvereins zurücktrat, wurde Siegfried Fussenegger als langjähriges NSDAP-Parteimitglied zunächst „Kommissarischer Leiter“ des Vereins und auch des Museums. Nach einer Überprüfung durch den Stillhaltekommissar wurde Fussenegger auf Vorschlag des Landesrates Rudolf Kopf im September 1938 auch „mit der Wahrnehmung der laufenden Geschäfte“ des Museumsvereins beauftragte. Im Dezember 1938 entschied die Behörde, dass der Museumsverein als selbstständiger Verein bestehen bleiben könne. Fussenegger wurde vom „Stillhaltekommissar“ als „endgültiger Vereinsleiter“ bestimmt.
Fussenegger hatte seine naturkundliche Sammlung, die in jahrelanger Arbeit entstanden war, zuerst 1927 in der alten Fronfeste in Dornbirn ausgestellt. Am 16. November 1929 wurde das neue naturkundliche Heimatmuseum im Rathaus in Dornbirn eröffnet. Es war von vornherein klar, dass die Unterbringung der Ausstellung im Rathaus zeitlich befristet war. Landeshauptmann Otto Ender setzte sich beim Dornbirner Bürgermeister Josef Rüf für das Projekt ein und schrieb, er könne „die Stadt Dornbirn zu ihrem Fussenegger nur auf das herzlichste beglückwünschen“. Überlegungen, die Sammlung Fusseneggers in die Sammlungen des Landesmuseums zu integrieren und in das Kornhaus nach Bregenz zu verlegen, scheiterten an Finanzierungsfragen. Ein von Fussenegger neu gestaltetes naturwissenschaftliche Museum wurde am 4. Juni 1939 in einer adaptierten Halle des Dornbirner Viehmarkts eröffnet. Hintergrund seiner Entlassung am 3. September 1943 als Direktor des Vorarlberger Landesmuseums waren offenbar Differenzen bei der Bewertung und Abgeltung seiner Sammlung, die er an den Gau Tirol-Vorarlberg abtreten wollte.
Auch nach dem Krieg konnten die Pläne, das private naturgeschichtliche Museum („Schau der Naturgeschichte Vorarlbergs“) nicht gleich umgesetzt werden. Erst  1957 wurde die „Naturschau“ von der Stadt Dornbirn und dem Land Vorarlberg übernommen. Fussenegger wurde Leiter der nun „Vorarlberger Naturschau“ genannten Sammlung, deren Neubau 1960 eröffnet werden konnte.
Fussenegger war auch künstlerisch tätig. Er besuchte Kurse bei einem Tiermaler an der Akademie in München. Er malte Landschaften und topografisch exakte Landschaftspanoramen, welche Parallelen zur Sichtweise des süddeutschen Realismus um Hans Thoma aufweisen. Er malte Landschaft nicht nur als Ansicht, sondern auch als Geschehen.
1960 wurde Fussenegger von der Universität Innsbruck zum Dr. phil. h. c. ernannt. Nach ihm ist die Siegfried-Fußenegger-Straße in Dornbirn benannt.

## Veröffentlichungen (Auswahl)
- Der geologische Aufbau von Dornbirn und Umgebung. In: Heimat Jg. 7, H. 5–9 (Sonderheft Dornbirn), Bregenz 1926.
- mit Arnold Heim, Ernst Baumberger, H. G. Stehlin: Die subalpine Molasse im westlichen Vorarlberg. Viertel-Jahresschrift der Naturforschenden Gesellschaft in Zürich, Jahrgang 73, 2, 1928 (Digitalisat)
- mit Arnold Heim, Ernst Baumberger: Jura und Unterkreide in den helvetischen Alpen beiderseits des Rheins (Vorarlberg und Ostschweiz). Denkschr. d. Schweiz. Naturforsch. Ges. , Bd. 68, Abh. 2, Zürich 1934
- mit Arnold Heim, O. Seitz: Die mittlere Kreide in den helvetische Alpen von Rheintal und Vorarlberg und das Problem der Kondensation. In: Denkschriften der Schweiz. Naturf. Ges. , Bd. 69, Abh. 2, Zürich 1934, S. 185–310
- mit H. Gams, Janetschek, A. Methlagl, G. A. Moosbrugger, U. Ilg: Festschrift anläßlich der Eröffnung der Vorarlberger Naturschau in Dornbirn am Samstag, dem 11. Juni 1960. H. Mayer, Dornbirn 1960